# Alexandre Tytus Kulisiewicz
Alexandre Tytus Kulisiewicz, né à Cracovie, est un journaliste polonais devenu chanteur et collecteur de témoignages musicaux dans le camp de concentration de Sachsenhausen et après en avoir réchappé.

## Biographie

### Jeunesse et emprisonnement
Alexandre Kulisiewicz est né à Cracovie. Sa mère Isabelle était professeur de musique et jouait du piano et du violon de Hongrie. Alexandre a appris le violon mais il a dû abandonner à cause d’une grave électrocution. Après la mort précoce de sa mère, le jeune homme de dix-sept ans vit avec son père, un professeur de Gymnastique à Karwin en Silésie.
Après l’obtention de son baccalauréat, Kulisiewicz rejoint, comme siffleur, un ensemble étudiant et réalise des tournées en Hongrie, Roumanie et Bulgarie. Avec un cirque, où il assiste un clown dénommé Max Winkler, il va jusqu’à Vienne.
Dans la Pologne occupée par l’Allemagne, Kulisiewicz étudie le droit et gagne sa vie comme journaliste. Il exerce, à ce moment, au sein du Polnischen Demokratischen Jugendbundes (ZMPD). En réaction à l’un de ses articles intitulé « Heil Butter ! – Genug Hitler » - Vive le beurre ! – Assez d’Hitler, il est arrêté en octobre 1939, à 21 ans et envoyé par la Gestapo au camp de concentration de Sachsenhausen.
Il devint rapidement célèbre comme chanteur et fit connaissance avec le compositeur Rosebury d'Arguto, détenu comme lui. Grâce à sa mémoire extraordinaire, de nombreux co-détenus lui confient leurs poésies et chansons que Kulisiewicz apprend par cœur. Kulisiewicz écrit lui-même 50 chants de camp, 130 poésies et met en musique 13 textes d’autres auteurs.
Il survit à la détention et après sa libération en 1945, entame la retranscription de ces chants. Hospitalisé à Cracovie, il dicte à une infirmière 716 pages de chants en quatre langues.

### Après-guerre
Après la guerre, Kulisiewicz deviendra internationalement célèbre en tant qu’interprète de mélodies issues des camps de concentration ( « le chanteur de l’enfer »). Ses représentations visaient à ne pas lisser la dureté des mélodies afin de s’approcher au mieux de la manière dont elles étaient chantées dans les baraques des camps, en risquant la mort.  Parfois vêtu d’une tenue de prisonnier, Kulisiewicz chantait avec une voix cassante, sans égards pour l’harmonie.
Ses représentations bousculaient le public, faisant un peu revivre ses compagnons morts en détention. La mélodie la plus connue de son répertoire, que Kulisiewicz interprétait à chacun de ses concerts, est la Chanson juive des morts, Jüdische Todessang  écrite par le compositeur assassiné Rosebery d’Arguto.
Pour gagner sa vie, Kulisiewicz travaillait comme correspondant et rédacteur pour différents journaux polonais.
Par des voyages à travers la Pologne et différents pays d’Europe de l’Est, il rencontra d’autres survivants, ce qui lui permit de réunir un important fonds d’archives. Sur des microfilms, avec 52 000 mètres de bandes-son, 800 dossiers, il documenta l’histoire de 600 mélodies composées par des détenus polonais des camps de concentration et 200 mélodies de détenus d’autres pays. Les archives comprennent aussi des dessins, aquarelles, reproductions de sculptures et poésies issues de 21 camps de concentration.
Les premières apparitions de Kulisiewicz en Europe de l’Ouest se déroulèrent au théâtre de Bologne. Avec le chansonnier Peter Rohland, il chanta également à Stuttgart et Munich. Des tournées l’amenèrent jusqu’aux États-Unis.
En 1964, il fut accueilli par l’Académie des Beaux-Arts de Berlin (qui devint ensuite l’Académie des Beaux-Arts de la RDA). En 1967, il fut accueilli au festival de la chanson engagée de Waldeck, au château Waldeck. Il chanta également aux journées internationales de la chanson d’Essen. Sa vie fit l’objet d’un film en Tchécoslovaquie, d’un ouvrage illustré au Japon.
Dans la Pologne communiste, il ne connut qu’un faible retentissement. Seules quelques chansons traditionnelles polonaises firent l’objet d’enregistrements sous l’égide de la radio d’État. Peu avant sa mort, un enregistrement de mélodies des camps de concentration fut publié.           

### Les dernières années
En vieillissant, Alexandre Kulisiewicz souffrit de diabète, ce qui le rendit dépendant de son fils Krysztof Kulisiewicz et de son infirmière Anna Urbas. Sa dernière visite en Allemagne eut lieu en août 1981, pour le festival Bardentreffen de Nuremberg.
Alexandre Kulisiewicz décéda le 12 mars 1982 à Cracovie et fut enterré au cimetière Salwator, au pied du Wavel.  

## Citations
« J’ai survécu à l’époque nazie, mais je n’ai jamais quitté les camps de concentration » [réf. nécessaire]
« Il était devant nous. Et on avait le sentiment que ce que nous faisons là, c’était un artisanat d’art assez maigres, avec des prétentions extrêmes. Mais avec cet homme, il ne s’agissait plus d’art, plus d’un témoignage ; on se rendait compte, soudainement, que contrairement à ce que nous écrivions et chantons, cet homme avait déjà vécu toutes les épreuves » Hanns Dieter Hüsch, cabarettiste, écrivain, comédien, auteur de chansons. [réf. nécessaire]    

## Fonds d'archives
Les archives d’Alexandre Kulisiewicz ont été acquises et sont conservées depuis 1992 au United States Holocaust Memorial Museum (USHMM)

## Distinctions
En 1965, la médaille de la RDA pour les combattants du fascisme fut décernée à Alexandre Kulisiewicz      

## Disques
- Il canzoniere internazionale dei ribelli. Edizioni Discografiche DNG (LP), Turin 1965.
- Canti dei Lager, di esilio e di prigiona. Raccolti et annotati a cura di Sergio Liberovici. I Dischi dei Solo (LP), Mailand 1966.
- Lieder aus der Hölle. Da Camera Song (LP, SM 96011), Heidelberg 1981.
- Alex singt polnische Volkslieder. Da Camera Song (LP, SM 95018), Heidelberg 1968.
- Chants de la déportation. Le Chant du Monde (LP, LDX 74552), Paris 1975.
- Songs from the Depths of Hell. Folkways Records (LP, FSS 37700), New York 1979.
- Sadly Whisper the Leaves of the Willow: Polish Partisan and Folk Songs. Folkways Records (LP, FSS 37340), New York 1980.
- Pieśni obozowe. Z hitlerowskich obozów koncentracynich. Polskie Nagrania muza (LP, SX 1715), Warschau 1981.

## Ouvrages sur Alexander Kulisiewicz
- Aleksander Kulisiewicz, Adresse: Sachsenhausen. Literarische Momentaufnahmen aus dem KZ, Bleicher-Verlag 1997,  (ISBN 3-88350-731-8)

- Stephan Rögner: Ein Pole widmete sein Leben dem antifaschistischen Kampf. In: folkmagazin. Zeitschrift für Folk Song Kabarett, Jg. 9 (1982), Nr. 1–2, S. 3 ff.

- Andrea Baaske: „Lieder aus der Hölle.“ Die musikalische Rezeption des Aleksander Kulisiewicz in der bundesdeutschen Folkbewegung. Magisterarbeit, Freiburg i. Br. 1996

- Wieland Ulrichs: Konzentrationslager und ihre Lieder. In: Politisches Lernen, Jg. 2003, H. 1–2, S. 123–137

- Aleksander Kulisiewicz, Adresse: Sachsenhausen. Literarische Momentaufnahmen aus dem KZ, Bleicher-Verlag 1997,  (ISBN 3-88350-731-8)